# Euskal Bizikleta 2000
La Euskal Bizikleta 2000, trentunesima edizione della corsa, si svolse in cinque tappe dal 24 maggio al 28 maggio 2000, per un percorso totale di 775,9 km. Fu vinta dallo spagnolo Haimar Zubeldia che terminò in 20h06'33". La gara era classificata di categoria 2.1.

## Tappe
| Tappa  | Data      | Percorso                              | km    | Vincitore di tappa | Leader cl. generale |
| ------ | --------- | ------------------------------------- | ----- | ------------------ | ------------------- |
| 1ª     | 24 maggio | Eibar > Zizur Nagusia                 | 179,6 | Giovanni Lombardi  | Giovanni Lombardi   |
| 2ª     | 25 maggio | San Fermin Ikastola > Laguardia       | 147,2 | David Etxebarria   | David Etxebarria    |
| 3ª     | 26 maggio | Biasteri-Laguardia > Bilbao           | 174,9 | Marco Serpellini   | David Etxebarria    |
| 4ª-1ª  | 27 maggio | Bilbao > Mendaro                      | 104,8 | Aitor Garmendia    | David Etxebarria    |
| 4ª-2ª  | 28 maggio | Mendaro > Mendaro (cron. individuale) | 21,2  | Haimar Zubeldia    | Haimar Zubeldia     |
| 5ª     | 29 maggio | Iurreta > Arrate (Eibar)              | 148,2 | Roberto Heras      | Haimar Zubeldia     |
| Totale | Totale    | Totale                                | 775,9 |                    |                     |

## Squadre e corridori partecipanti
Le 19 squadre partecipanti alla gara furono:
| N.    | Cod. | Squadra                          |
| ----- | ---- | -------------------------------- |
| 1-8   | ONC  | ONCE-Deutsche Bank               |
| 11-18 | COF  | Cofidis, le Crédit par Téléphone |
| 21-28 | BAN  | Banesto                          |
| 31-38 | TEL  | Team Deutsche Telekom            |
| 41-48 | KEL  | Kelme-Costa Blanca               |
| 51-58 | RAB  | Rabobank                         |
| 61-68 | EUS  | Euskaltel-Euskadi                |
| 71-78 | LOT  | Lotto-Adecco                     |
| 81-88 | VIT  | Vitalicio Seguros-Grupo Generali |
| 91-96 | MAP  | Mapei-Quick Step                 |

| N.      | Cod. | Squadra                   |
| ------- | ---- | ------------------------- |
| 101-108 | MER  | Mercatone Uno-Albacom     |
| 111-118 | FAS  | Fassa Bortolo             |
| 121-128 | LIQ  | Liquigas-Pata             |
| 131-138 | CTA  | Cantina Tollo             |
| 141-148 | LAM  | Lampre-Daikin             |
| 151-158 | REL  | Colchon Relax-Fuenlabrada |
| 161-168 | AUB  | BigMat-Auber 93           |
| 171-178 | ALS  | Alessio                   |
| 181-188 | ALM  | Jazztel-Costa de Almeria  |

## Dettagli delle tappe

### 1ª tappa
- 25 maggio: Eibar > Zizur Nagusia – 179,6 km

Risultati
| Pos. | Corridore         | Squadra       | Tempo    |
| ---- | ----------------- | ------------- | -------- |
| 1    | Giovanni Lombardi | Deutsche Tel. | 5h09'31" |
| 2    | Nicola Loda       | Fassa Bortolo | s.t.     |
| 3    | Mikel Artetxe     | Euskaltel     | s.t.     |

| Pos. | Corridore         | Squadra       | Tempo    |
| ---- | ----------------- | ------------- | -------- |
| 1    | Giovanni Lombardi | Deutsche Tel. | 5h09'31" |
| 2    | Nicola Loda       | Fassa Bortolo | s.t.     |
| 3    | Mikel Artetxe     | Euskaltel     | s.t.     |

### 2ª tappa
- 26 maggio: San Fermin Ikastola > Laguardia – 147,2 km

Risultati
| Pos. | Corridore        | Squadra       | Tempo    |
| ---- | ---------------- | ------------- | -------- |
| 1    | David Etxebarria | ONCE          | 3h32'34" |
| 2    | Luca Mazzanti    | Fassa Bortolo | s.t.     |
| 3    | Mikel Artetxe    | Euskaltel     | s.t.     |

| Pos. | Corridore        | Squadra       | Tempo    |
| ---- | ---------------- | ------------- | -------- |
| 1    | David Etxebarria | ONCE          | 8h42'05" |
| 2    | Mikel Artetxe    | Euskaltel     | s.t.     |
| 3    | Luca Mazzanti    | Fassa Bortolo | s.t.     |

### 3ª tappa
- 27 maggio: Biasteri-Laguardia > Bilbao – 174,9 km

Risultati
| Pos. | Corridore           | Squadra | Tempo    |
| ---- | ------------------- | ------- | -------- |
| 1    | Marco Serpellini    | Lampre  | 4h11'20" |
| 2    | José Vicente García | Banesto | s.t.     |
| 3    | David Etxebarria    | ONCE    | s.t.     |

| Pos. | Corridore        | Squadra   | Tempo     |
| ---- | ---------------- | --------- | --------- |
| 1    | David Etxebarria | ONCE      | 12h55'25" |
| 2    | Mikel Artetxe    | Euskaltel | s.t.      |
| 3    | Unai Etxebarria  | Euskaltel | s.t.      |

### 4ª tappa-1ª semitappa
- 28 maggio: Bilbao > Mendaro – 104,8 km

Risultati
| Pos. | Corridore         | Squadra       | Tempo    |
| ---- | ----------------- | ------------- | -------- |
| 1    | Aitor Garmendia   | Lampre        | 4h11'20" |
| 2    | Giovanni Lombardi | Deutsche Tel. | a 6'25"  |
| 3    | Nicola Loda       | Fassa Bortolo | s.t.     |

| Pos. | Corridore        | Squadra       | Tempo     |
| ---- | ---------------- | ------------- | --------- |
| 1    | David Etxebarria | ONCE          | 15h36'05" |
| 2    | Igor Astarloa    | Mercatone Uno | s.t.      |
| 3    | Mikel Artetxe    | Euskaltel     | s.t.      |

### 4ª tappa-2ª semitappa
- 28 maggio: Mendaro > Mendaro – Cronometro individuale – 21,2 km

Risultati
| Pos. | Corridore        | Squadra        | Tempo  |
| ---- | ---------------- | -------------- | ------ |
| 1    | Haimar Zubeldia  | Euskaltel      | 28'32" |
| 2    | Igor González    | Vitalicio Seg. | a 7"   |
| 3    | David Etxebarria | ONCE           | a 30"  |

| Pos. | Corridore        | Squadra        | Tempo     |
| ---- | ---------------- | -------------- | --------- |
| 1    | Haimar Zubeldia  | Euskaltel      | 16h04'37" |
| 2    | Igor González    | Vitalicio Seg. | a 8"      |
| 3    | David Etxebarria | ONCE           | a 31"     |

### 5ª tappa
- 29 maggio: Iurreta > Arrate (Eibar)  – 148,2 km

Risultati
| Pos. | Corridore       | Squadra        | Tempo    |
| ---- | --------------- | -------------- | -------- |
| 1    | Roberto Heras   | Kelme          | 4h01'42" |
| 2    | Igor González   | Vitalicio Seg. | a 14"    |
| 3    | Haimar Zubeldia | Euskaltel      | s.t.     |

| Pos. | Corridore        | Squadra        | Tempo     |
| ---- | ---------------- | -------------- | --------- |
| 1    | Haimar Zubeldia  | Euskaltel      | 20h06'33" |
| 2    | Igor González    | Vitalicio Seg. | a 8"      |
| 3    | David Etxebarria | ONCE           | a 46"     |

## Evoluzione delle classifiche
| Tappa              | Vincitore          | Classifica generale | Classifica a punti | Classifica scalatori | Classifica mete volanti | Classifica a squadre |
| ------------------ | ------------------ | ------------------- | ------------------ | -------------------- | ----------------------- | -------------------- |
| 1ª                 | Giovanni Lombardi  | Giovanni Lombardi   | Giovanni Lombardi  | José Luis Arrieta    | Haimar Zubeldia         | Euskaltel-Euskadi    |
| 2ª                 | David Etxebarria   | David Etxebarria    | David Etxebarria   | José Luis Arrieta    | Juan Antonio Flecha     | Euskaltel-Euskadi    |
| 3ª                 | Marco Serpellini   | David Etxebarria    | David Etxebarria   | José Luis Arrieta    | Fabio Roscioli          | Euskaltel-Euskadi    |
| 4ª-1ª              | Aitor Garmendia    | David Etxebarria    | David Etxebarria   | José Luis Arrieta    | Fabio Roscioli          | Euskaltel-Euskadi    |
| 4ª-2ª              | Haimar Zubeldia    | Haimar Zubeldia     | David Etxebarria   | José Luis Arrieta    | Fabio Roscioli          | Euskaltel-Euskadi    |
| 5ª                 | Roberto Heras      | Haimar Zubeldia     | David Etxebarria   | Juan Antonio Flecha  | Juan Antonio Flecha     | Euskaltel-Euskadi    |
| Classifiche finali | Classifiche finali | Haimar Zubeldia     | David Etxebarria   | Juan Antonio Flecha  | Juan Antonio Flecha     | Euskaltel-Euskadi    |

## Classifiche finali

### Classifica generale
| Pos. | Corridore         | Squadra        | Tempo     |
| ---- | ----------------- | -------------- | --------- |
| 1    | Haimar Zubeldia   | Euskaltel      | 20h06'33" |
| 2    | Igor González     | Vitalicio Seg. | a 8"      |
| 3    | David Etxebarria  | ONCE           | a 46"     |
| 4    | Mikel Zarrabeitia | ONCE           | a 1'06"   |
| 5    | Íñigo Chaurreau   | Euskaltel      | a 1'08"   |
| 6    | Georg Totschnig   | Deutsche Tel.  | a 1'21"   |
| 7    | Alex Zülle        | Banesto        | a 1'29"   |
| 8    | Txema del Olmo    | Euskaltel      | a 1'30"   |
| 9    | José Luis Arrieta | Banesto        | a 1'51"   |
| 10   | Fernando Escartín | Kelme          | a 1'59"   |

### Classifica a punti
| Pos. | Corridore        | Squadra        | Punti |
| ---- | ---------------- | -------------- | ----- |
| 1    | David Etxebarria | ONCE           | 84    |
| 2    | Igor González    | Vitalicio Seg. | 52    |
| 3    | Mikel Artetxe    | Euskaltel      | 51    |
| 4    | Haimar Zubeldia  | Euskaltel      | 43    |
| 5    | Nicola Loda      | Fassa Bortolo  | 36    |

### Classifica scalatori
| Pos. | Corridore           | Squadra       | Punti |
| ---- | ------------------- | ------------- | ----- |
| 1    | Juan Antonio Flecha | Colchon Relax | 36    |
| 2    | Jon Odriozola       | Banesto       | 23    |
| 3    | Haimar Zubeldia     | Euskaltel     | 18    |
| 4    | Isidro Nozal        | ONCE          | 18    |
| 5    | José Luis Arrieta   | Banesto       | 15    |

### Classifica mete volanti
| Pos. | Corridore             | Squadra       | Punti |
| ---- | --------------------- | ------------- | ----- |
| 1    | Juan Antonio Flecha   | Colchon Relax | 12    |
| 2    | Isidro Nozal          | ONCE          | 4     |
| 3    | Haimar Zubeldia       | Euskaltel     | 3     |
| 4    | Steve De Wolf         | Cofidis       | 2     |
| 5    | Javier Ochoa Palacios | Kelme         | 2     |

### Classifica squadre
| Pos. | Squadra                          | Tempo     |
| ---- | -------------------------------- | --------- |
| 1    | Euskaltel-Euskadi                | 60h22'00" |
| 2    | ONCE-Deutsche Bank               | a 1'14"   |
| 3    | Vitalicio Seguros-Grupo Generali | a 4'55"   |
| 4    | Banesto                          | a 8'01"   |
| 5    | Kelme-Costa Blanca               | a 13'30"  |